# Walmerson García Praia
Walmerson García Praia (Capanema, Brasil, 13 de enero de 1994) es un futbolista brasilero. Juega de delantero y su equipo actual es el Banants de la Liga Premier de Armenia.

## Clubes
| Club          | País    | Año           | PJ | Goles |
| ------------- | ------- | ------------- | -- | ----- |
| Marília       | Brasil  | 2012 - 2013   | 1  | 0     |
| Guaratinguetá | Brasil  | 2014 - 2015   | 10 | 1     |
| Luverdense    | Brasil  | 2016          | 0  | 0     |
| Gandzasar     | Armenia | 2016-2017     | 24 | 5     |
| Banants       | Armenia | 2017-presente | 10 | 2     |